# Lasiocnemus londti
Lasiocnemus londti är en tvåvingeart som beskrevs av Dikow 2007. Lasiocnemus londti ingår i släktet Lasiocnemus och familjen rovflugor. Inga underarter finns listade i Catalogue of Life.